# 共通旅行区域
共通旅行区域（きょうつうりょこうくいき、英語: Common Travel Area、アイルランド語: Comhlimistéar Taistil）はイギリス、アイルランド、マン島、チャンネル諸島で構成される、相互に国境が解放されている領域である。この中にはイギリスの海外領土は含まれていない。法的拘束力のある協定に基づき、共通旅行区域（CTA）内の国境は、最小限の管理しか行っておらず、英国とアイルランドの市民は、一部の例外を除けば最小限の身分証明書を保持していれば通過可能である。共通旅行区域の維持のため、イギリスとアイルランド当局は移民関連の事項に関して相応の協力をしている。 
2014年、イギリスとアイルランドの両政府は共通旅行区域内での渡航に際し、ビザの相互承認のための試験を始めた。2016年6月現在、中国人およびインド人の特定の種類のビザの所有者に適用される。他の国籍および、中国人およびインド人で上記の適格ビザを所有しない者は、依然としてイギリスとアイルランドの個別のビザを必要とし、英国からアイルランドへ移動しようとする場合、例外的な通過ビザを利用することはできない。 
1997年以降、アイルランド政府はイギリスから航空機で入国する者にはすべて、船舶で入国する者にはランダム抽出に、そして陸上より入国する者には不定期に入国審査を行ってきた。 

## 歴史

### 1923年の合意
アイルランド自由国が1922年にイギリスから独立した時は、パスポートの確認と出入国管理が国境において行われることが国際的に標準となりつつある時代であった。イギリスは過去に特にフランス革命の間に入国管理を課していた。20世紀における入国管理は1905年のエイリアン法（外国人法）に基づくものであり、それ以前は外国人の入国登録制度があった。 
アイルランド自由国の創設以前は、アイルランドではイギリスの一部としてイギリスの入国管理法が適用されていた。しかし1922年にアイルランドが英国より独立する状況へと進んでゆくと、英国内務省は499kmにもわたり、あちらこちらに点在し曲がりくねったアイルランド自由国と北アイルランドの陸上の境界を延々とパトロールし続けなければならないことを意味する、パスポートチェックと国境管理を行うことにあまり乗り気ではなかった。1922年以前の状況が続けば、独立後もアイルランド入国管理当局はイギリスの入国管理政策を引き続き執り続ける必要があった。アイルランド内務省も現状維持を望んだことから、1923年2月に現状維持に関して非公式合意が行われた。イギリス・アイルランド共に現状の移民政策に関する決定を受け入れ、アイルランド当局は英国のペルソナ・ノン・グラータに該当する人物のリスト（Suspect-Codex、別名：ブラックボックス）を提供することとなった。 
この協定によって、イギリスの入国管理法上、アイルランド自由国をイギリスの一部とみなすことで、イギリスの法律に規定されていた。1925年に両国ともに法案が通過したことにより、外国人に対して適用される上陸条件が両方の国で有効となった。この時点が共通旅行区域が最も幅広く適用された時期であったが、共通入国管理区域において共通していたため、当時はそのように認識されることはなかった。一方の国に入国を許可された外国人は、他方の国に入国しないことを条件としない限り、最小限の法的要件で他方の国に渡航することができた。 
共通旅行区域は1939年の第二次世界大戦勃発により中断され、イギリスとアイルランドの島々の間で移動制限が課された。これは、北アイルランドからイギリス内へ移動する場合は、イギリス国内であっても渡航制限が課されることを意味していた。 

### 1952年の合意
戦後、アイルランドは共通旅行区域に基づく自由な移動を保証する従前の協定を再開したが、イギリスは両国の「類似の移民政策」の合意を待って、従前の協定の再開に同意しなかった。その結果、イギリスは1952年まで、アイルランド島とグレートブリテン島の間で、北アイルランドのユニオニストが憤慨する中、入国管理を維持し続けた。
当時、類似の移民政策についての合意はなかったが、アイルランドの司法大臣が2つの島の間の入国管理の解除を「イギリス自身の問題」であると言及した1年後、イギリスは初めて立法府において共通旅行区域について言及した。合意の内容は、両国の入国管理法にもとづき、外国人はアイルランドへの旅行を希望する場合はイギリスへの入国を拒否され、イギリスへ旅行を希望する場合はアイルランドへの入国を拒否されるというものであった。 
共通旅行区域を維持することは、アイルランドがイギリスの入国管理政策の変更を余儀なくされることを意味した。1962年にイギリスとイギリス連邦（英連邦）で入国管理を行う「イギリス連邦移民法（Commonwealth Immigrants Act 1962）」がイギリスで制定されたときに、アイルランドも「外国人法（Aliens Order 1962）」により、イギリス国内で出生した者（イギリス市民）を除き、入国審査を免除されていたイギリス臣民（現・イギリス海外領土市民／British subject）の資格を持つ移民に対して入国管理を行うようになった。アイルランドにおける規制に含まれる範囲は、イギリスで生まれたイギリス人（イギリス市民）だけが出入国管理から除外され、イギリス外で生まれた、イギリス人の家系でイギリス籍を持つ者やイギリスの植民地で生まれた者にまで出入国管理が課されたため、結果としてイギリスの法律よりはるかに厳しい入国条件となった。イギリスとアイルランドのイギリス市民の定義の不一致は、1999年まで解決されなかった。

### 2008年の提案
2008年7月、英国国境局（英国ビザおよび入国管理局の前身）は、共通旅行区域に関する協議文書を発表し、アイルランド島とグレートブリテン島の間のすべての空路と海路で、非共通旅行区域国籍者への出入国管理と共通旅行区域国籍者の身元確認のための新たな措置、および事前旅客情報システムの導入を想定した。 
この入国規制はイギリスとアイルランド共和国間の渡航者を対象とする予定であったが、グレートブリテン島と北アイルランドの間で実行可能な身元規制の性質は明らかではなかった。この提案は北アイルランドは英国の一部であることから、大きな議論を呼ぶこととなり、ユニオニストは提案された取り決めを「ばかばかしくて耐えがたい」ものだと表現した。英国政府によれば、北アイルランドとグレートブリテン島間の身元確認の方法は以下の方法によるとされた。 
2006年警察司法法第14条は、警察に対して旅行者と乗組員の逮捕と英国の空路、海路を利用する旅行者に関する情報を取得する権限を付与した。…これらの警察に付与された権限は、イギリスと北アイルランド間の空路または海路への適用を想定したものであった。旅行者はパスポートの保持を要求されなかったが、警察の要求を満たすようなパスポートを含む何らかの書類を要求されることがあった。—リアム・バーン移民・市民権・国籍担当大臣、下院討論会、2008年1月14日
陸続きの国境については、提案では「軽度に管理される」と示され、2008年の両政府の共同声明では、国境のどちら側にも固定的な管理の計画はないことが確認されている。 
2009年4月1日、貴族院においてグレントラン卿の提案した修正動議が可決し、英国政府の原案は否決され、共通旅行区域は存続することとなった。当時の内務大臣のフィル・ウーラスにより、庶民院の公法律案委員会に似たような条項が再提案されたが、反対の声が強く、同年7月に撤回に追い込まれた。 

### 2011年の合意
2011年、共通旅行区域の維持に関して両政府は最初の公的な合意に達した。正式名称は「外部共通旅行区域境界線の確保対策に関する連携に関する共同声明」で、2011年12月20日にダブリンで英国移民大臣のダミアン・グリーンとアイルランドの法務大臣アラン・シャターによって署名された。両大臣は同時に、未発表の覚書にも署名した。 
従来の暗黙の共通旅行区域合意と同様、2011年の合意にも拘束力がなく、第八項には「当該合意は、法的義務を創設するものでもなく、また公的、私的にかかわらず、いかなる人間や団体に対し、権利、特権、利益を創設または付与することを意図したものではない。」と記載されている。 
この協定は、両国が共通旅行区域を通じた協力を通し、両国のビザ免除国に関し調整を行い、「電子国境管理システム」を設立し、共通旅行区域の悪用を情報共有により防止し、「完全に共通した短期滞在ビザ」の設立に向け協力することが含まれている。 

### 2016年 - 2017年：英国の欧州連合離脱
2016年6月23日の国民投票の結果、イギリスは欧州連合（EU）から離脱することとなった。イギリスのEU離脱により、アイルランド島におけるアイルランド - イギリス間の国境がEUの対外国境となる。しかし、アイルランド政府およびイギリス政府と欧州評議会議長は、アイルランド島に存在する、歴史的、社会的な「敏感さ」を考慮して、アイルランドの厳格な国境管理を望んでいないと表明した。2016年9月、イギリスの欧州連合離脱大臣デイビッド・デイビスは、イギリス政府はイギリスとアイルランド間の「厳格な国境管理」への復帰を求めないと述べた。 
2016年10月、イギリスとアイルランド政府は、イギリスがアイルランド国籍以外のEU市民による移民を管理可能とするよう、イギリスのEU離脱後にアイルランドの港や空港においてイギリスの入国管理が適用されるという計画の概要について検討を行った。これにより、アイルランドと北アイルランド（英国）間でパスポートのチェックが必要とされなくなる。しかしながら、この案は合意に至らず、アイルランドの政党より強い反対を受けた。2017年3月23日に、イギリスの入国管理官のアイルランドの港と空港の許可は下りないことが確定した。 
2017年6月、英国政府の在英EU市民の立場に関する政策文書では、「共通旅行区域の取り決めを保護したい」との意向が示され、「英国に居住するアイルランド市民は、その資格を保護するために『定住資格』を申請する必要はない」と記載された。 

### 2019年の合意
2019年5月8日、アイルランド副首相のサイモン・コヴェニーとイギリス閣内相のデイヴィッド・リディントンは、イギリスのEU離脱後のアイルランドとイギリスの市民の権利確保に関する覚書に署名した。この文書はロンドンで英愛政府間会議が開かれる前に署名されたもので、すでに共通旅行区域の下で実施されている両国国民の権利をより確実なものにしている。 
両国政府の2年以上にわたる努力の集大成である今回の合意は、欧州連合離脱後も両国国民の権利が保護される一方、アイルランドがEU法の下での義務を果たし続けることを保証するものでもある。この協定は、イギリスが欧州連合を離脱した2020年1月31日に発効した。 

### 2021年からの英国の入国管理制度
2020年3月5日、英国政府は2021年1月1日から欧州連合市民の自由な移動を終了するが、アイルランド市民には例外を設ける移民法案を導入した。本法案は、1971年の入国管理法を改正し、「アイルランド国民は、英国への入国・滞在許可は必要ない」という内容を追加することを提案している。また、政府によると「アイルランド国民は現在と同様に英国に入国して生活することができる」としている。

## 本人確認と入国審査

### チャンネル諸島
入国審査は、共通旅行区域外の地域からチャネル諸島に到着した旅行者に対してのみ、ガーンジー国境局とジャージー税関および入国管理局によって実施される。 

### アイルランド

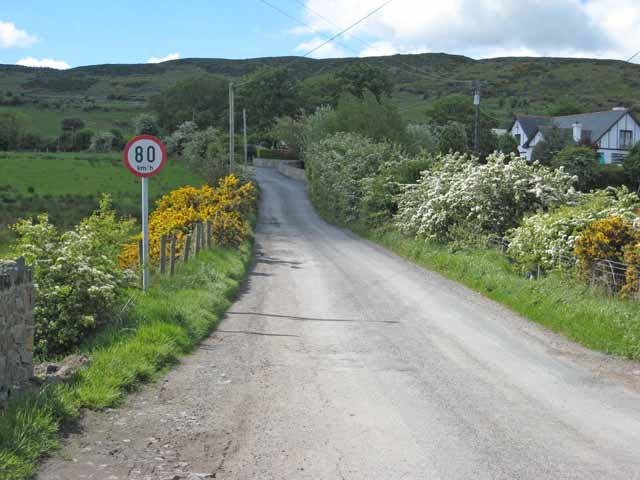
km/hの速度制限標識だけが目印の英愛の境界線（英国はmph）

1997年、アイルランドは入国管理法を改定し、入国審査官が海路や空路で入国した旅行者に対して身分証明書の提出を要求し、入国する権利がない場合は上陸許可を拒否することができるようになった。形式的にはアイルランド人と英国人以外の人々にのみ適用されるが、共通旅行区域協定内で入国資格があることを証明するために、身分証明書を作成する必要があるため、アイルランド国民とイギリス国民も事実上検査の対象になる。他の共通旅行区域内からアイルランドに入国する際、現在の国境管理の性質上、正確さを期すことは難しいため、厳格な管理は港と空港でのみ行われており、陸上国境では「諜報機関推進型戦略（Intelligence Driven Operations）」と呼ばれる、選択式の管理が行われている。他の共通旅行区域内からアイルランドに到着する乗客は、共通旅行区域外から到着する旅客と区別されなくなった。すべての空路入国者は、アイルランド移民管理局（Garda National Immigration Breau; GNIB）が管理するアイルランドの入国審査を通過する必要がある。イギリス国民は、入国の条件としては旅行関連書類を所持する必要はないが、国籍証明のための書類は必要である。
アイルランドの国境管理の状況に関しては、アイルランド高等裁判所の裁判官で弁護士のジェラルド・ホーガンが以下のように述べている。 
これらの結果として、イギリスから空路で到着した者はアイルランドの入国管理を受ける。一方、理論上はアイルランドとイギリス市民は共通旅行区域の効力により自由に入国管理によらず自由に入国できるが、実務上このような入国者は、共通旅行区域の効力が及ぶアイルランドまたはイギリス市民かどうかを入国審査官に証明するために、パスポート（または何等かの身分証明書）を要求されることが多くなっている。どのような人物に対してさえ、ジョセフ・ヘラーはこれを承認するであろう。
2012年、アイルランド帰化・入国管理局（Irish Naturalisation and Immigration Service; INIS）の入国管理部門の民間職員を、ダブリン空港の入国管理局でアイルランド移民管理局職員と協力して業務を行う、試験計画を開始した。INISスタッフは、「ブース内」業務のすべて（到着する乗客の検査を含む）を担当するが、拘束、拘留、または逮捕に関連する権力的な事柄には一切関与しない。 

#### イギリス通過ビザ要件
2019年7月に公表された英国のビザ要件では、一部の旅行者がビザなしで「ランドサイド」（＝英国の国境を通過して英国に入国する必要がある、または希望する者）でトランジットすることが可能となっている。航空便で到着・出発し、翌日の23時59分までに出発する往路便を確認し、目的地に適した書類（必要に応じてその国のビザなど）を所持していなければならない。
すべての国の国民は、有効なアイルランドの生体認証ビザ、BCまたはBC BIVSを所持し、アイルランドに渡航する場合を除き、アイルランドの陸路を通過するためのビザが必要となっている。そのため、生体認証のアイルランドビザを所有している者は、アイルランドに向かう途中で英国国境を通過して陸路を通過する場合は、別途英国ビザを取得する必要はない。

### マン島
マン島政府は「共通旅行区域外からマン島に入国する交通手段がほとんどないため、マン島では入国管理がほとんど行われない」と報告している。2018年4月現在、マン島と共通旅行区域外の空港間の唯一の定期民間空路はスイスのジュネーブのみである。 
マン島は関税に関してはイギリスの一部とみなされているため、イギリスから到着する旅行者に対する定期的な通関手続きは行われていない。 

### イギリス
イギリス国境警備隊は、共通旅行区域内の場所からイギリスに到着する旅行者（国籍に関係なく）に対し、定期的な入国審査を実施していない。ただし、チャンネル諸島は付加価値税が免除されているため、イギリスではそこから到着する旅行者のランダムな通関手続きを実施している。 

#### イギリス国内の旅行
イギリスの4つの構成国の間には国境管理がなく、グレートブリテン島内に位置するイングランド、スコットランド、ウェールズ間の国境は開放されている。しかしながら、1974年テロ防止法（暫定規定、Prevention of Terrorism ＜Temporary Provisions＞ Act）の第8項 には、北アイルランドとグレートブリテン島間を旅行する人を調査するための一時的な権限が付与されている。テロリズム法2000年のスケジュール7は、同様の権限を規定しており、現在も有効である。 
内務省によると、北アイルランドとグレートブリテン島間の旅行者に対して行われる、空港および港での身元調査と出入国確認の法的根拠に関して、「移民局は保障なく、合理的な疑いを持つに足りる背景を持つ、移民関連法に反する行動をとるか追放令に該当する人物を逮捕しうる（ビザと出入国オペレーションガイダンス中、執行指令ガイダンス31.19.3章）」。執行法とガイダンス（ビザと入国管理の運用ガイダンスの一部）のセクション31.19.3判例法に関連するBaljinder Singh v. Hammondは、「質問はすべて同意の上で行われなければならない。検査する第2段落は、停止するように誰かを強制するか、またはその検査に準拠するように誰かを要求するための力が含まれていない。質問に答えないように彼らの権利を行使し、去ることを求めるべきである、純粋に移民犯罪を犯した疑いでその人を逮捕する力はない」とされている。 
ほとんどの国と同様に、航空会社は英国内の目的地間の国内線フライトで写真付き身分証明書（パスポートや運転免許証など）を要求する場合がある。 

## 共通ビザ制度
2014年10月、英国政府とアイルランド政府は、単一のビザで英国とアイルランドへの渡航を可能にする相互承認ビザへの道を開く覚書に署名した。2018年現在、この制度の恩恵を受けることができる唯一の国籍は中華人民共和国とインドだった。2015年には、年末までに他国への拡大を視野に入れた見直しを行うことが提案されていたが、そのような見直しは行われず、他国への拡大は行われていない。この制度は、17カ国の国民が有効な英国短期滞在ビザを保有し、英国から直接アイルランドに入国する場合に必要なビザを免除するアイルランドビザ免除プログラムと並行して実施されている。
共通旅行区域は歴史のほとんどの期間において、開放的または比較的開放的な国境が関係していたが、第二次世界大戦以降は、共通旅行区域のある部分に合法的に入国した者が他の部分に自動的に入国する権利を有することを意味するものではなかった。シェンゲン協定とは異なり、共通旅行区域には2020年現在、入国・滞在許可の相互承認の仕組みがなく、英国とアイルランドでは入国要件が異なる別々のビザ制度が運用されている。一般的に、英国のビザではアイルランドへの入国はできず、その逆も不可能である。
チャンネル諸島とマン島では、英国のビザを保有している者の入国を許可している（一部例外あり）。ガーンジーとジャージーのバイウィック入国管理局は、英国に入国しようとしている非欧州連合国籍者を日常的にチェックし、有効な英国の許可を得ているかどうかを確認している。
2011年7月、アイルランドは限定的な試験的ビザ免除プログラムを導入した。このプログラムでは、有効な英国ビザを保有する英国への訪問者に対して、特定の国籍のアイルランドビザを保持する通常の要件が免除される。
以下は英国ではビザが免除されるがアイルランドではビザが免除されない国籍の一覧である。 
- 東ティモール
- マーシャル諸島
- モーリシャス
- ミクロネシア連邦
- ナミビア
- パラオ
- パプアニューギニア

以下はアイルランドではビザが免除されるが英国では免除されない国籍の一覧である： 
- ボリビア
- フィジー
- ガイアナ
- レソト
- 南アフリカ
- エスワティニ

以下はアイルランドのビザ免除国の一覧である 
- バーレーン
- ベラルーシ
- ボスニア・ヘルツェゴビナ
- 中国
- インド
- カザフスタン
- クウェート
- モンテネグロ
- オマーン
- カタール
- ロシア
- サウジアラビア
- セルビア
- タイ[62]
- トルコ
- ウクライナ
- アラブ首長国連邦
- ウズベキスタン

## 移動の自由
英国とアイルランドの国民は、欧州連合法の下でお互いの国に住む権利を享受していたが、英国の欧州連合離脱後も一般的に他の欧州経済領域の国民に適用される規定よりもはるかに広範囲に及んでいる。2020年2月現在、第三国の市民による共通旅行区域への入国は、入国地点によってイギリス人またはアイルランド人の入国審査官によって管理されているが、英国が欧州連合離脱後の移行期間を脱した後の取り決めはまだ決定されていない。

### 在アイルランド英国人
アイルランドの法律では、欧州連合の移動の自由に関する規定を利用する権利を持たなかったマンクス人やチャンネル島民を含むすべての英国市民は、入国管理を免除され、強制送還を免れており、何の制限や条件もなくアイルランドに住む権利がある。限られた例外を除いて、アイルランド法の下で外国人として扱われることはなく、1935年の外国人法や同法に基づく命令の対象となったこともない。このようにイギリス国民はアイルランドに移住して生活、仕事、退職をすることができ、他の欧州連合国民とは異なり、十分な資源を持っていることを証明したり、退職するために民間の健康保険に加入していることを証明する必要はない。これは、イギリス国民はアイルランドの公共サービスをアイルランド国民と同じように利用する権利があるという事実に起因している。

### 在英国アイルランド人
1949年以前は、すべてのアイルランド国民は英国法の下で英国の臣民とみなされていた。アイルランドがその年に共和制を宣言した後、イギリスの法律により、アイルランド市民はイギリスの英連邦市民と同様の地位を与えられたが、公式には英連邦市民の地位を失っていた。このように、アイルランドのイギリス国民と同様に、イギリスのアイルランド国民が外国人として扱われたことは一度もない。しかし、アイルランド市民は英連邦市民と同様に、1962年に英連邦入国管理法が制定されて以来、英国の入国管理規制の対象となっている。英連邦市民とは異なり、アイルランド市民は一般的にイギリスの入国管理の対象外であり、イギリスに移住した場合は「定住状態」（無期限の滞在許可を超えた状態）にあると考えられている。他の欧州経済領域の国民と同様に英国から強制送還される可能性がある。2007年2月、英国政府は、アイルランド人の強制送還について、他の欧州経済領域国籍者の場合に比べ特別に甘い手続きを適用することを発表した。その結果、アイルランド人は刑務所から出所しても、日常的には英国からの強制送還を考慮されない。2007年以降のアイルランド市民の強制送還に対する政府の対応は、判決で裁判所が推薦した場合、または例外的な状況であっても、公共の利益のために強制送還が必要な場合にのみ、アイルランド国民を強制送還するというものである。

### その他の欧州経済領域の国民
イギリス人とアイルランド人以外の欧州経済領域加盟国の国民は、EU法に基づいてアイルランドに自由に入国して居住する権利を持っている（後者がEU加盟国である間は英国でも同じ権利を持っていた）。共通旅行区域への入国やアイルランドと英国間の移動には、有効な渡航文書、パスポート、または身分証明書を携帯することが義務付けられている。

## シェンゲン圏
1985年、当時の欧州経済共同体の5つの加盟国は、その間の国境管理を段階的に廃止するシェンゲン協定に署名した。この条約と1990年の実施条約が、1995年に実施されたシェンゲン圏の創設への道を開き、1997年までにイギリスとアイルランドを除くすべてのEU加盟国がこの協定に署名した。その年に起草されたアムステルダム条約は、シェンゲン協定をEU法に組み入れ、アイルランドとイギリスには、それぞれの国境で体系的なパスポートと入国管理を維持することを認めるオプトアウトを与えた。この条約の文言は、アイルランドの国境管理撤廃のオプトアウトを、共通旅行区域が維持されることを条件としている。シェンゲン協定の理由は、労働者の自由な移動の一環として、労働者の日常的な越境通勤を容易にするためであった。
英国政府は、共通旅行区域の島嶼国家であることが、「広範で浸透性のある陸地の国境」を持つヨーロッパ本土の国々よりも、英国の方が移民規制を実施する上で有利な立場にあると考えているため、国境規制の引き下げを常に拒否してきたアイルランドは共通旅行区域と北アイルランドとの開放的な国境を維持するためにシェンゲン協定への加盟を好意的に考えてきたが、加盟していない。アイルランドは1997年に外国人令を改正し、英国からの入国者の身元確認と出入国管理を認めるようになった。